# ژان-لوئی گاسه
ژان-لوئی گاسه (فرانسوی: Jean-Louis Gasset‎؛ زادهٔ ۹ دسامبر ۱۹۵۳) بازیکن فوتبال سابق و مربی فوتبال اهل فرانسه است.وی سرمربی فعلی باشگاه فوتبال مارسی فرانسه است.
از باشگاه‌هایی که در آن بازی کرده‌است می‌توان به باشگاه فوتبال پاری سن ژرمن و باشگاه فوتبال مون‌پلیه اشاره کرد.
وی همچنین باشگاه فوتبال مون‌پلیه را به قهرمانی جام اینترتوتو در سال ۱۹۹۹، رساند.